# Grb Petrinje
Grb grada Petrinje crvene je boje, a na njemu je prikazan stari grad s crnim otvorenim vratima i zlatnim rešetkama te dvjema okruglim kulama s crvenim krovovima. Iznad utvrde prikazan je crni carski orao raširenih krila sa zlatnom krunom. Nogama stoji na kulama, a glava mu je okrenuta u heraldički desnu stranu. Ima otvoren kljun iz kojeg viri isplažen jezik. Petrinju je 1592. godine započeo graditi Hasan-paša Predojević, a od 1995. grad je trajno pod kršćanskom, odnosno hrvatskom vlašću. Od toga doba gradska se utvrda, prikazana na grbu, dograđivala i proširivala. Carski orao na gradskom grbu podsjeća na vojnu prošlost Petrinje, koja je 1765. godine proglašena vojnom općinom i otada ima svoj gradski pečat i magistrat.